# Stylocline
 Stylocline  Nutt., 1840 è un genere di piante angiosperme dicotiledoni della famiglia delle Asteraceae (sottofamiglia Asteroideae, tribù Gnaphalieae e sottotribù Gnaphaliinae).

## Etimologia
Il nome del genere deriva da due parole greche "stylos" (=.colonna, pilastro o palo) e "cline" (= divano o letto) e fa riferimento ai ricettacoli strettamente cilindrici delle specie di questo genere.
Il nome scientifico del genere è stato definito dal botanico Thomas Nuttall (1786-1859) nella pubblicazione " Transactions of the American Philosophical Society Held at Philadelphia for Promoting useful Knowledge. Philadelphia" (  Trans. Amer. Philos. Soc. ser. 2, 7: 338 ) del 1840.

## Descrizione

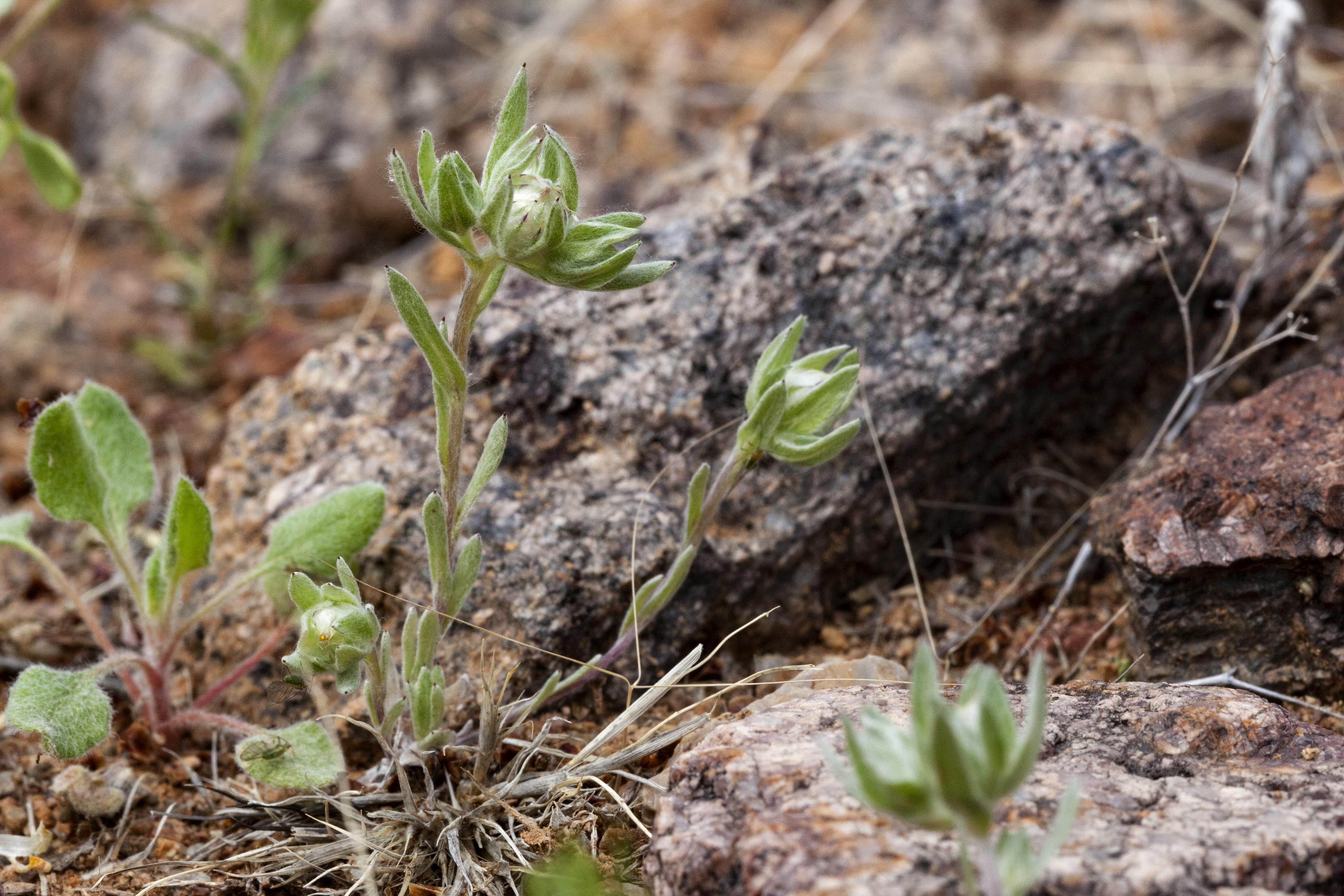
Il portamento
Stylocline micropoides

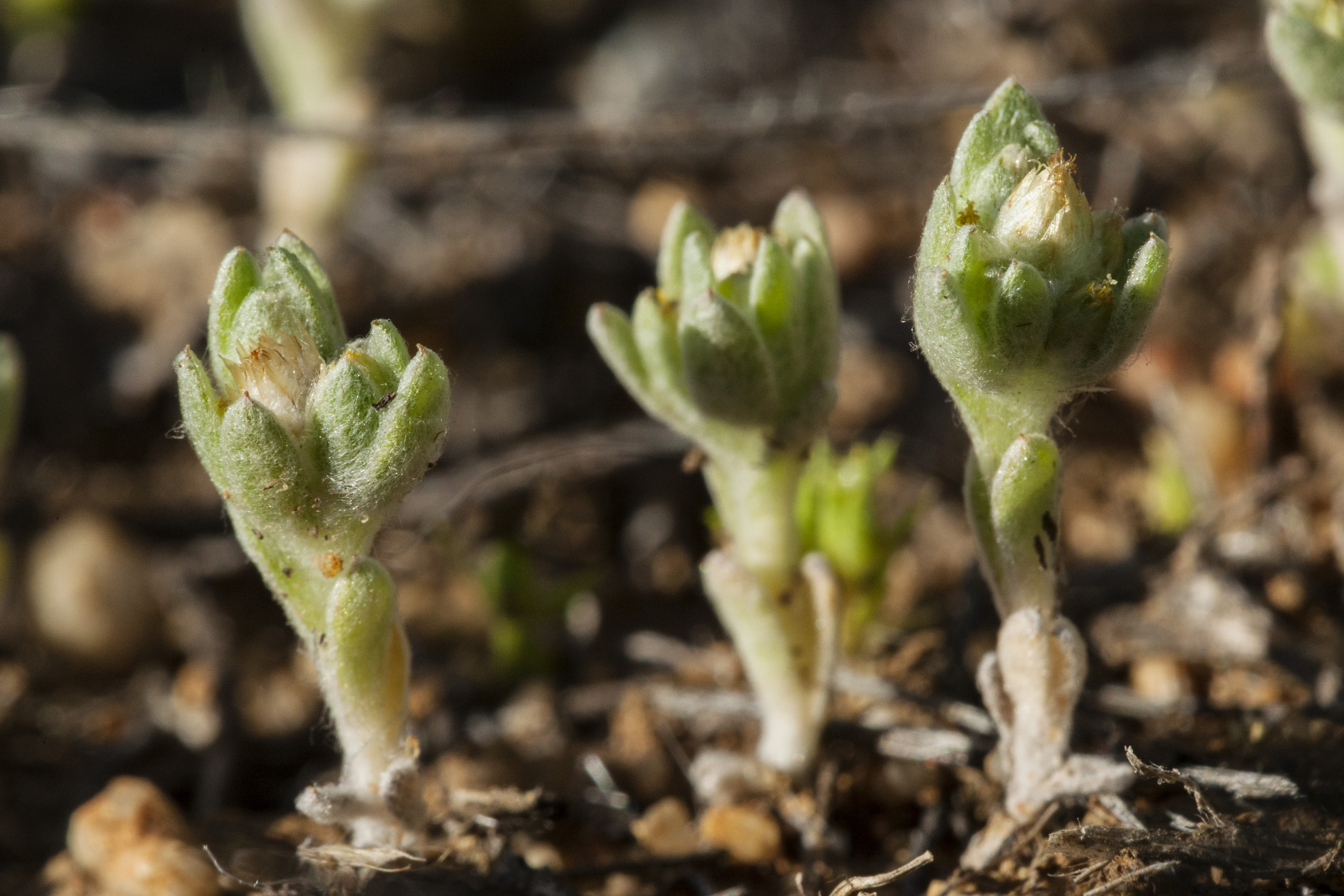
Le foglie
Stylocline sonorensis

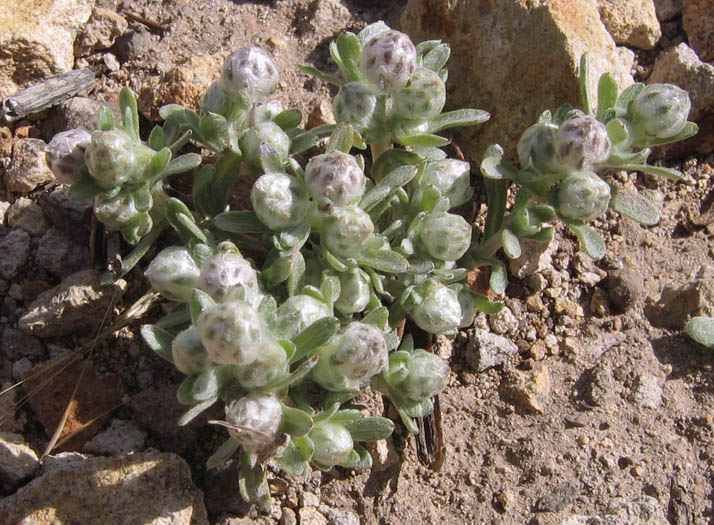
Infiorescenza
Stylocline gnaphaloides

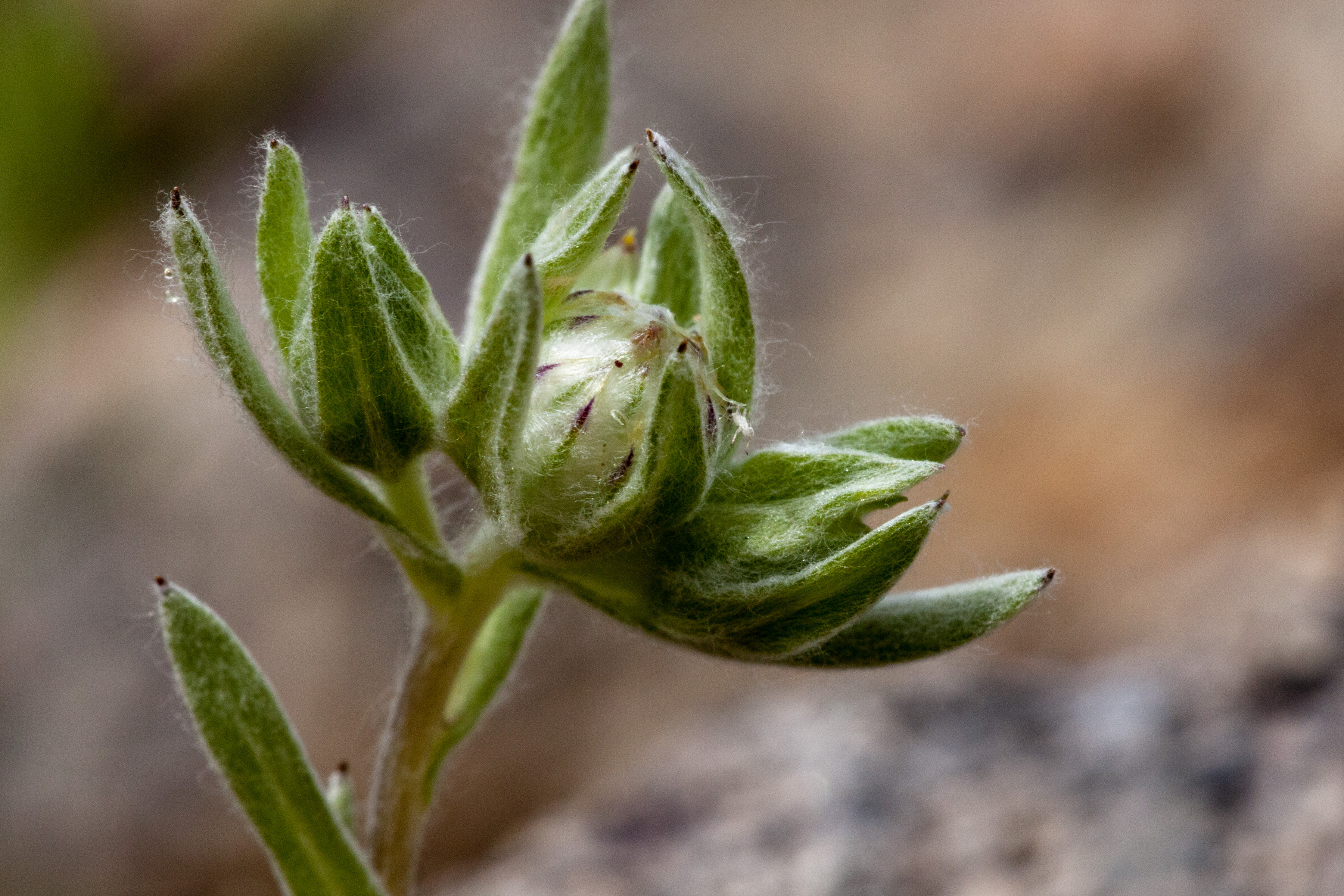
I fiori
Stylocline micropoides

Portamento. Le specie di questo gruppo hanno un habitus di tipo erbaceo annuale. I cauli di queste piante sono provvisti del floema, ma non di canali resiniferi; mentre i sesquiterpeni lattoni sono normalmente assenti (piante senza lattice).
Fusto. La parte aerea in genere è eretta (da ascendente a prostrata), semplice o ramosa. Altezza media: 1 – 10 cm.
Foglie. Le foglie in genere sono disposte in modo alternato e sono quasi sempre sessili (o sub-picciolate). La lamina è intera, piatta con forme generalmente da oblanceolate a lanceolate larghe; i margini sono continui (in alcuni casi variano da concavi a involuti). Spesso la superficie è tomentosa o lanosa su entrambe le facce (raramente è glabra).
Infiorescenza. Le sinflorescenze sono scapose o più raramente composte da 2 - 10 capolini raccolti in formazioni di glomeruli. Le infiorescenze vere e proprie sono formate da un capolino terminale. I capolini sono formati da un involucro, con forme da cilindriche a campanulate, composto da diverse brattee, al cui interno un ricettacolo fa da base ai fiori. Le brattee, a consistenza cartilaginea e colorate, sono disposte in modo più o meno embricato su più serie e possono essere connate alla base (strati di stereoma indiviso);  talora possono avere un margine ialino. Il ricettacolo è nudo ossia senza pagliette a protezione della base dei fiori; la forma è simile ad un piolo conico (o a forma cilindrica).
Fiori.  I fiori sono tetra-ciclici (formati cioè da 4 verticilli: calice – corolla – androceo – gineceo) e pentameri (calice e corolla formati da 5 elementi). Sono inoltre tubulosi, attinomorfi e si distinguono in:
- fiori del disco esterni (da 12 a 25 per capolino): sono femminili e filiformi;
- fiori del disco centrali (da 2 a 6 per capolino): sono funzionalmente maschili; le forme sono tubulari;

In questo gruppo di piante i fiori radiati (ligulati o del raggio) sono assenti; a volte sono confusi con i fiori femminili (tubulosi) del disco esterno più o meno sub-zigomorfi con un lembo piatto e possono essere interpretati come fiori del raggio.
- Formula fiorale:

*/x K {\displaystyle \infty }, [C (5), A (5)], G 2 (infero), achenio
- Calice: i sepali del calice sono ridotti ad una coroncina di squame.
- Corolla: la forma della corolla normalmente è tubolare con 5 lobi (raramente 4); i lobi hanno delle forme da lanceolate o deltate a lineari. I colori della corolla sono porpora.
- Androceo: l'androceo è formato da 5 stami sorretti da filamenti generalmente liberi; gli stami sono connati e formano un manicotto circondante lo stilo; le teche (produttrici del polline) sono prive di sperone, ma hanno la coda (una sola); le appendici apicali delle antere hanno delle forme concave; il tessuto endoteciale (rivestimento interno dell'antera) è quasi sempre polarizzato (con due superfici distinte: una verso l'esterno e una verso l'interno). Il polline è di tipo echinato (con punte sporgenti) a forma sferica è formato inoltre da due strati di ectesine, mentre lo strato basale è spesso e regolarmente perforato (tipo “gnafaloide”).[7]
- Gineceo: l'ovario è infero uniloculare formato da 2 carpelli. Lo stilo (il recettore del polline) è intero o biforcato con due stigmi nella parte apicale. Gli stigmi hanno una forma allungata; possono essere ricoperti da minute papille o avere dei penicilli dorsali. Le superfici stigmatiche sono separate.[7]

Frutti. I frutti sono degli acheni con pappo. Gli acheni sono piccoli a forma oblunga; la superficie è glabra; il pericarpo può essere percorso longitudinalmente da alcuni fasci vascolari. Il pappo è formato da 1 - 10 setole capillari barbate libere.

## Biologia
Impollinazione: tramite insetti (impollinazione entomogama tramite farfalle diurne e notturne).

Riproduzione: la fecondazione avviene fondamentalmente tramite l'impollinazione dei fiori.

Dispersione: i semi cadono a terra e vengono dispersi soprattutto da insetti come formiche (disseminazione mirmecoria). Un altro tipo di dispersione è zoocoria: gli uncini delle brattee dell'involucro (se presenti) si agganciano ai peli degli animali di passaggio che portano così i semi anche su lunghe distanze. Inoltre per merito del pappo il vento può trasportare i semi anche per alcuni chilometri (disseminazione anemocora).

## Distribuzione e habitat
Le specie di questo genere sono distribuite in Nord America occidentale.

## Tassonomia
La famiglia di appartenenza di questa voce (Asteraceae o Compositae, nomen conservandum) probabilmente originaria del Sud America, è la più numerosa del mondo vegetale, comprende oltre 23.000 specie distribuite su 1.535 generi, oppure 22.750 specie e 1.530 generi secondo altre fonti (una delle checklist più aggiornata elenca fino a 1.679 generi). La famiglia attualmente (2021) è divisa in 16 sottofamiglie; la sottofamiglia Asteroideae è una di queste e rappresenta l'evoluzione più recente di tutta la famiglia.

### Filogenesi
Il genere di questa voce è descritto nella tribù Gnaphalieae, una delle 21 tribù della sottofamiglia Asteroideae. Da un punto di vista filogenetico, la tribù Gnaphalieae fa parte del supergruppo (o sottofamiglia) "Asteroideae grade"; l'altro è il supergruppo "Non-Asteroideae" contenente il resto delle sottofamiglie delle Asteraceae. All'interno del supergruppo è vicina alle tribù Senecioneae, Calenduleae, Astereae e Anthemideae.
La sottotribù Gnaphaliinae è caratterizzata da portamenti di vario tipo con specie ginomonoiche e monoiche, da foglie con margini interi, da capolini disciformi omogami o eterogami e raramente radiati (o subradiati), dallo stilo con rami troncati e superfici stigmatiche separate apicalmente, da acheni glabri o con tricomi allungati e pappo ridotto.
Il genere  GENERE  appartiene al clade Flag, un gruppo informale monofiletico della sottotribù Gnaphaliinae che occupa una posizione più o meno "basale" e con il clade Australasian forma un "gruppo fratello". Il clade "FLAG" prende il nome dai suoi quattro generi più grandi: Filago, Leontopodium, Antennaria e Gamochaeta. In questo gruppo sono presenti specie dioiche (solo fiori femminili o solo fiori maschili) e piante a portamento cusciniforme. I capolini, in formazioni corimbose o spiciformi, possono essere sottesi da foglie bratteali. Il ricettacolo in alcuni casi è squamoso.
Il "Flag clade", da un punto di vista filogenetico, può essere suddiviso in due parti: il "Lucilia-group" basato sui tricomi degli acheni e il resto del clade (in posizione "basale") chiamato  Filago group e considerato "gruppo fratello" del primo. Nel "Lucilia-group" sono stati individuati 7 sottocladi ben supportati. Nelle analisi sono stati considerati alcuni caratteri dei tricomi degli acheni quali la globosità delle cellule basali, il portamento clavato e la lunghezza dei tricomi. Il Filago group è formato dai seguenti generi: Ancistrocarphus, Bombycilaena, Chamaepus, Cymbolaena, Evacidium, Evax, Filago, Logfia, Micropus, Psilocarphus e Stylocline, alcuni attualmente considerati sinonimi di Filago e inclusi in esso (Cymbolaena, Evacidium, Evax). Il principale carattere morfologico che definisce il gruppo sono le palee ricettacolari che sottendono, e più o meno racchiudono, i fiori femminili. La tabella seguente pone a confronto i caratteri dei generi di questo gruppo.
| Genere          | Distribuzione                       | Distribuzione delle foglie | Rapporto tra i fiori femminili e le palee del ricettacolo | Struttura dei fiori interni                 | Pappo                                                 |
| --------------- | ----------------------------------- | -------------------------- | --------------------------------------------------------- | ------------------------------------------- | ----------------------------------------------------- |
| Ancistrocarphus | California                          | Alternate                  | Profondamente inclusi                                     | Tutti ermafroditi e funzionalmente maschili | Assente                                               |
| Bombycilaena    | Eurasia e Nord America              | Alternate                  | Profondamente inclusi                                     | Tutti ermafroditi e funzionalmente maschili | Assente                                               |
| Chamaepus       | Afghanistan                         | Alternate                  | Profondamente inclusi                                     | Tutti ermafroditi e funzionalmente maschili | Assente                                               |
| Filago          | Eurasia, Nord Africa e Nord America | Alternata                  | Mediamente sottesi                                        | Alcuni femminili e altri ermafroditi        | Assente nei fiori esterni; presente in quelli interni |
| Logfia          | Dall'Europa a Afghanistan           | Alternate                  | Profondamente inclusi                                     | Alcuni femminili e altri ermafroditi        | Assente nei fiori esterni; presente in quelli interni |
| Micropus        | Eurasia e Nord Africa               | Opposte                    | Profondamente inclusi                                     | Tutti ermafroditi e funzionalmente maschili | Assente                                               |
| Psilocarphus    | America                             | Opposte                    | Profondamente inclusi                                     | Tutti ermafroditi e funzionalmente maschili | Assente                                               |
| Stylocline      | Nord America                        | Alternate                  | Profondamente inclusi                                     | Tutti ermafroditi e funzionalmente maschili | Assente nei fiori esterni; presente in quelli interni |

Questo genere sembra essere ancestrale a Micropus e Psilocarphus ed è "fratello" del genere Logfia.
Il cladogramma seguente, tratto dallo studio citato e semplificato, mostra una possibile configurazione filogenetica di questo gruppo evidenziando il genere di questa voce.
|  | \| \| (Lucilia group) \| \| \| \| \| \| Leontopodium \| \| \| \| |
|  |                                                                  |
|  | Omalotheca                                                       |
|  |                                                                  |
|  | (Lucilia group)                                                  |
|  |                                                                  |
|  | Leontopodium                                                     |
|  |                                                                  |

|  | (Lucilia group) |
|  |                 |
|  | Leontopodium    |
|  |                 |

|  | \| \| Psilocarphus \| \| \| \| \| \| Micropus \| \| \| \| |
|  |                                                           |
|  | Hesperevax                                                |
|  |                                                           |
|  | Psilocarphus                                              |
|  |                                                           |
|  | Micropus                                                  |
|  |                                                           |

|  | Psilocarphus |
|  |              |
|  | Micropus     |
|  |              |

|  | Logfia     |
|  |            |
|  | Stylocline |
|  |            |

|  | \| \| Psilocarphus \| \| \| \| \| \| Micropus \| \| \| \| |
|  |                                                           |
|  | Hesperevax                                                |
|  |                                                           |
|  | Psilocarphus                                              |
|  |                                                           |
|  | Micropus                                                  |
|  |                                                           |

|  | Psilocarphus |
|  |              |
|  | Micropus     |
|  |              |

|  | Logfia     |
|  |            |
|  | Stylocline |
|  |            |

|  | \| \| Psilocarphus \| \| \| \| \| \| Micropus \| \| \| \| |
|  |                                                           |
|  | Hesperevax                                                |
|  |                                                           |
|  | Psilocarphus                                              |
|  |                                                           |
|  | Micropus                                                  |
|  |                                                           |

|  | Psilocarphus |
|  |              |
|  | Micropus     |
|  |              |

|  | Logfia     |
|  |            |
|  | Stylocline |
|  |            |

|  | \| \| Psilocarphus \| \| \| \| \| \| Micropus \| \| \| \| |
|  |                                                           |
|  | Hesperevax                                                |
|  |                                                           |
|  | Psilocarphus                                              |
|  |                                                           |
|  | Micropus                                                  |
|  |                                                           |

|  | Psilocarphus |
|  |              |
|  | Micropus     |
|  |              |

|  | Logfia     |
|  |            |
|  | Stylocline |
|  |            |

|  | \| \| (Lucilia group) \| \| \| \| \| \| Leontopodium \| \| \| \| |
|  |                                                                  |
|  | Omalotheca                                                       |
|  |                                                                  |
|  | (Lucilia group)                                                  |
|  |                                                                  |
|  | Leontopodium                                                     |
|  |                                                                  |

|  | (Lucilia group) |
|  |                 |
|  | Leontopodium    |
|  |                 |

|  | \| \| Psilocarphus \| \| \| \| \| \| Micropus \| \| \| \| |
|  |                                                           |
|  | Hesperevax                                                |
|  |                                                           |
|  | Psilocarphus                                              |
|  |                                                           |
|  | Micropus                                                  |
|  |                                                           |

|  | Psilocarphus |
|  |              |
|  | Micropus     |
|  |              |

|  | Logfia     |
|  |            |
|  | Stylocline |
|  |            |

|  | \| \| Psilocarphus \| \| \| \| \| \| Micropus \| \| \| \| |
|  |                                                           |
|  | Hesperevax                                                |
|  |                                                           |
|  | Psilocarphus                                              |
|  |                                                           |
|  | Micropus                                                  |
|  |                                                           |

|  | Psilocarphus |
|  |              |
|  | Micropus     |
|  |              |

|  | Logfia     |
|  |            |
|  | Stylocline |
|  |            |

|  | \| \| Psilocarphus \| \| \| \| \| \| Micropus \| \| \| \| |
|  |                                                           |
|  | Hesperevax                                                |
|  |                                                           |
|  | Psilocarphus                                              |
|  |                                                           |
|  | Micropus                                                  |
|  |                                                           |

|  | Psilocarphus |
|  |              |
|  | Micropus     |
|  |              |

|  | Logfia     |
|  |            |
|  | Stylocline |
|  |            |

|  | \| \| Psilocarphus \| \| \| \| \| \| Micropus \| \| \| \| |
|  |                                                           |
|  | Hesperevax                                                |
|  |                                                           |
|  | Psilocarphus                                              |
|  |                                                           |
|  | Micropus                                                  |
|  |                                                           |

|  | Psilocarphus |
|  |              |
|  | Micropus     |
|  |              |

|  | Logfia     |
|  |            |
|  | Stylocline |
|  |            |

|  | Filago       |
|  |              |
|  | Bombycilaena |
|  |              |

|  | \| \| (Lucilia group) \| \| \| \| \| \| Leontopodium \| \| \| \| |
|  |                                                                  |
|  | Omalotheca                                                       |
|  |                                                                  |
|  | (Lucilia group)                                                  |
|  |                                                                  |
|  | Leontopodium                                                     |
|  |                                                                  |

|  | (Lucilia group) |
|  |                 |
|  | Leontopodium    |
|  |                 |

|  | \| \| Psilocarphus \| \| \| \| \| \| Micropus \| \| \| \| |
|  |                                                           |
|  | Hesperevax                                                |
|  |                                                           |
|  | Psilocarphus                                              |
|  |                                                           |
|  | Micropus                                                  |
|  |                                                           |

|  | Psilocarphus |
|  |              |
|  | Micropus     |
|  |              |

|  | Logfia     |
|  |            |
|  | Stylocline |
|  |            |

|  | \| \| Psilocarphus \| \| \| \| \| \| Micropus \| \| \| \| |
|  |                                                           |
|  | Hesperevax                                                |
|  |                                                           |
|  | Psilocarphus                                              |
|  |                                                           |
|  | Micropus                                                  |
|  |                                                           |

|  | Psilocarphus |
|  |              |
|  | Micropus     |
|  |              |

|  | Logfia     |
|  |            |
|  | Stylocline |
|  |            |

|  | \| \| Psilocarphus \| \| \| \| \| \| Micropus \| \| \| \| |
|  |                                                           |
|  | Hesperevax                                                |
|  |                                                           |
|  | Psilocarphus                                              |
|  |                                                           |
|  | Micropus                                                  |
|  |                                                           |

|  | Psilocarphus |
|  |              |
|  | Micropus     |
|  |              |

|  | Logfia     |
|  |            |
|  | Stylocline |
|  |            |

|  | \| \| Psilocarphus \| \| \| \| \| \| Micropus \| \| \| \| |
|  |                                                           |
|  | Hesperevax                                                |
|  |                                                           |
|  | Psilocarphus                                              |
|  |                                                           |
|  | Micropus                                                  |
|  |                                                           |

|  | Psilocarphus |
|  |              |
|  | Micropus     |
|  |              |

|  | Logfia     |
|  |            |
|  | Stylocline |
|  |            |

|  | \| \| (Lucilia group) \| \| \| \| \| \| Leontopodium \| \| \| \| |
|  |                                                                  |
|  | Omalotheca                                                       |
|  |                                                                  |
|  | (Lucilia group)                                                  |
|  |                                                                  |
|  | Leontopodium                                                     |
|  |                                                                  |

|  | (Lucilia group) |
|  |                 |
|  | Leontopodium    |
|  |                 |

|  | \| \| Psilocarphus \| \| \| \| \| \| Micropus \| \| \| \| |
|  |                                                           |
|  | Hesperevax                                                |
|  |                                                           |
|  | Psilocarphus                                              |
|  |                                                           |
|  | Micropus                                                  |
|  |                                                           |

|  | Psilocarphus |
|  |              |
|  | Micropus     |
|  |              |

|  | Logfia     |
|  |            |
|  | Stylocline |
|  |            |

|  | \| \| Psilocarphus \| \| \| \| \| \| Micropus \| \| \| \| |
|  |                                                           |
|  | Hesperevax                                                |
|  |                                                           |
|  | Psilocarphus                                              |
|  |                                                           |
|  | Micropus                                                  |
|  |                                                           |

|  | Psilocarphus |
|  |              |
|  | Micropus     |
|  |              |

|  | Logfia     |
|  |            |
|  | Stylocline |
|  |            |

|  | \| \| Psilocarphus \| \| \| \| \| \| Micropus \| \| \| \| |
|  |                                                           |
|  | Hesperevax                                                |
|  |                                                           |
|  | Psilocarphus                                              |
|  |                                                           |
|  | Micropus                                                  |
|  |                                                           |

|  | Psilocarphus |
|  |              |
|  | Micropus     |
|  |              |

|  | Logfia     |
|  |            |
|  | Stylocline |
|  |            |

|  | \| \| Psilocarphus \| \| \| \| \| \| Micropus \| \| \| \| |
|  |                                                           |
|  | Hesperevax                                                |
|  |                                                           |
|  | Psilocarphus                                              |
|  |                                                           |
|  | Micropus                                                  |
|  |                                                           |

|  | Psilocarphus |
|  |              |
|  | Micropus     |
|  |              |

|  | Logfia     |
|  |            |
|  | Stylocline |
|  |            |

|  | Filago       |
|  |              |
|  | Bombycilaena |
|  |              |

I caratteri distintivi del genere  Stylocline sono:
- le foglie sono disposte in modo alternato;
- gli acheni sono privi di tricomi;
- il pappo è presente.

Il numero cromosomico delle specie di questo genere è: 2n = 28.

### Elenco delle specie
Questo genere ha 7 specie:
- Stylocline citroleum Morefield
- Stylocline gnaphalioides  Nutt.
- Stylocline intertexta  Morefield
- Stylocline masonii  Morefield
- Stylocline micropoides  A.Gray
- Stylocline psilocarphoides  M.Peck
- Stylocline sonorensis  Wiggins